# Галицьке королівство (монета)
«Га́лицьке королі́вство» — ювілейна монета номіналом 5 гривень, випущена Національним банком України. Присвячена Галицько-Волинській державі, яка досягла розквіту під час правління Данила Галицького, коронованого Папою Римським у 1253 році, та ілюструє спадкоємність державної традиції княжої доби і вектор тогочасної європейської інтеграції України-Руси. Монета входить до набору з чотирьох пам'ятних монет у сувенірній упаковці: «Київська Русь», «Галицьке королівство», «Козацька держава», «25 років незалежності України», присвячених 25-річчю незалежності України, кожна з яких репрезентує певний етап державного становлення та розвитку держави впродовж тисячоліття.
Монету введено в обіг 17 серпня 2016 року. Вона належить до серії «Відродження української державності».

## Опис монети та характеристики
| Номінал грн. | Метал      | Маса, г | Діаметр, мм | Якість виготовлення       | Гурт     | Тираж, штук                                              |
| ------------ | ---------- | ------- | ----------- | ------------------------- | -------- | -------------------------------------------------------- |
| 5            | нейзильбер | 16,54   | 35,0        | спеціальний анциркулейтед | рифлений | 50 000 (весь тираж у буклетах разом з 3 іншими монетами) |

### Аверс
На аверсі монети розміщено: ліворуч на матовому тлі номінал «5»/«ГРИВЕНЬ», написи вертикально «УКРАЇНА», рік карбування монети «2016» та логотип Банкнотно-монетного двору Національного банку України; праворуч на дзеркальному тлі зображено геральдичного лева — символ Галицько-Волинської держави, який тримає щит, на щиті — малий Державний Герб України.

### Реверс
На реверсі монети зображено стилізований портрет Данила Галицького на тлі прапора із зображенням лева, угорі напис півколом «ГАЛИЦЬКЕ КОРОЛІВСТВО».

## Автори

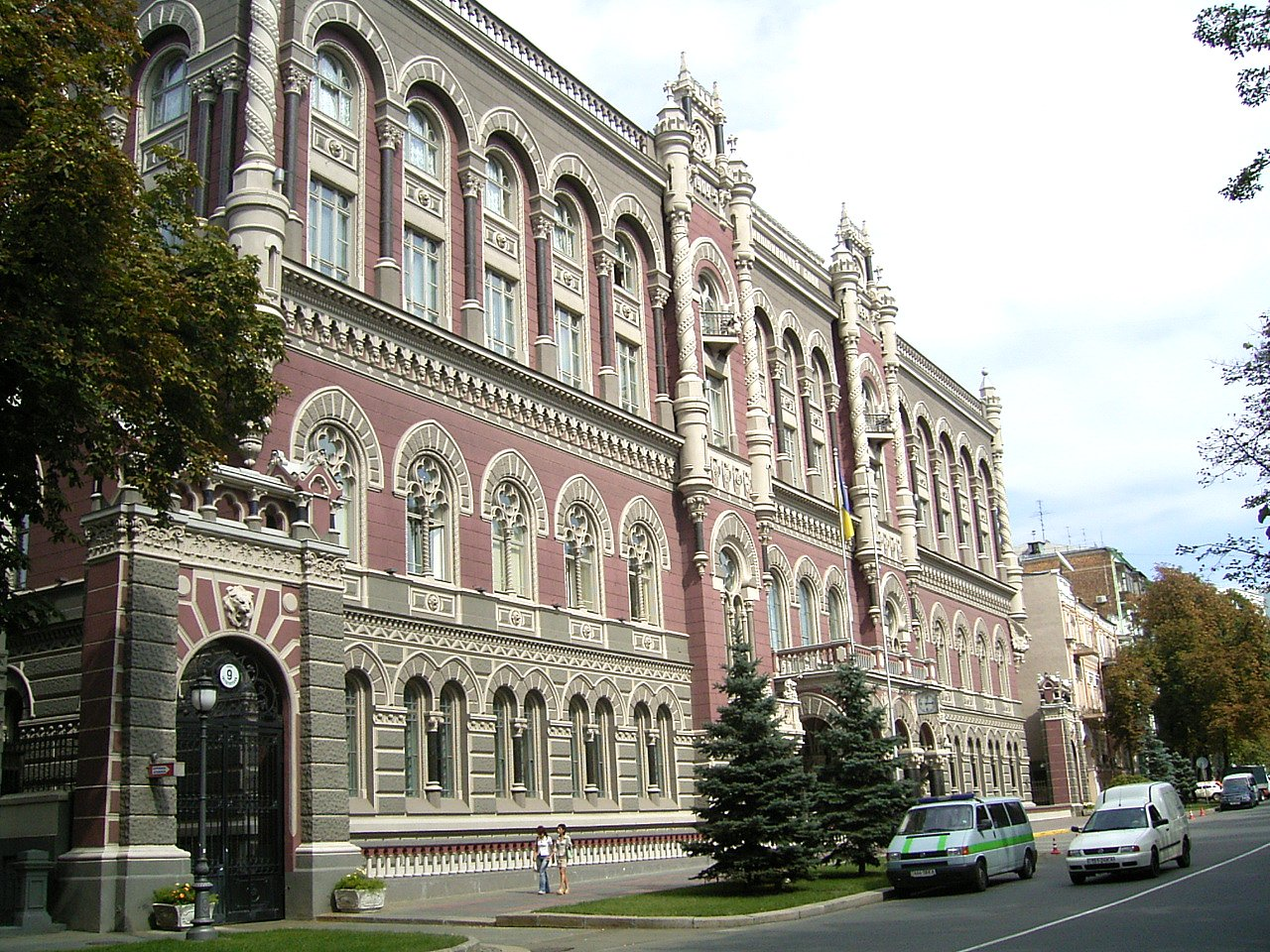
Будівля Національного банку України

- Художники: Таран Володимир, Харук Олександр, Харук Сергій.
- Скульптори: Атаманчук Володимир, Іваненко Святослав.

## Вартість монети
Під час введення монети в обіг у 2016 році, Національний банк України реалізовував монету через свої філії за ціною 38 гривень. Вартість набору з чотирьох пам'ятних монет у сувенірній упаковці становила 197 гривень.
Фактична приблизна вартість монети з роками змінювалася так:
| Рік        | 2017 | 2018 | 2019 | 2020 | 2021 | 2022 | 2023 | 2024 | 2025 |
| ---------- | ---- | ---- | ---- | ---- | ---- | ---- | ---- | ---- | ---- |
| Ціна, грн. | 60   | 65   | 75   | 90   | 170  | 190  | 330  | 490  | 450  |